# Valenceja
Valenceja es un despoblado español del municipio de Población de Arroyo, perteneciente a la provincia de Palencia, en la comunidad autónoma de Castilla y León.

## Historia
Hacia mediados del siglo XIX, el lugar ya estaba despoblado. Aparece descrito en el decimoquinto volumen del Diccionario geográfico-estadístico-histórico de España y sus posesiones de Ultramar de Pascual Madoz con las siguientes palabras:

VALENCEJA: desp. en la prov. de Palencia, part. jud. de Carrion de los Condes y térm. jurisd. de Poblacion de Arroyo.
(Madoz, 1849, p. 301)